# Піщаць-Другий
Піщаць-Другий (пол. Piszczac Drugi) — село в Польщі, у гміні Піщаць Більського повіту Люблінського воєводства.
У 1975-1998 роках село належало до Білопідляського воєводства.